# Championnats du monde de cyclisme sur piste juniors 2014
Navigation
Édition précédente Édition suivante
Les Championnats du monde de cyclisme sur piste juniors 2014 ont lieu du 8 au 13 août 2014 à Gwangmyeong, dans la banlieue sud de Séoul en Corée du Sud.

## Podiums masculins
| Épreuves               | Or                                                                   | Argent                                                                       | Bronze                                                            |
| ---------------------- | -------------------------------------------------------------------- | ---------------------------------------------------------------------------- | ----------------------------------------------------------------- |
| Kilomètre              | Jiří Janošek                                                         | Alexey Nosov                                                                 | Muhammad Fadhil Mohd Zonis                                        |
| Keirin                 | Sergey Gorlov                                                        | Benjamin Gil                                                                 | Patryk Rajkowski                                                  |
| Vitesse individuelle   | Park Jeone                                                           | Sébastien Vigier                                                             | Braeden Dean                                                      |
| Vitesse par équipes    | Russie Sergey Gorlov Alexey Nosov Sergey Tabolin                     | Corée du Sud Jung Jeahee Seok Hyeyun Son Seongjin                            | Pologne Marcin Czyszczewski Michał Lewandowski Patryk Rajkowski   |
| Poursuite individuelle | Ivo Oliveira                                                         | Regan Gough                                                                  | Daniel Fitter                                                     |
| Poursuite par équipes  | Australie Alexander Porter Sam Welsford Callum Scotson Daniel Fitter | Colombie Jaime Restrepo Wilmar Paredes Julián Cardona Javier Ignacio Montoya | Nouvelle-Zélande Regan Gough Nick Kergozou Luke Mudgway Jack Ford |
| Scratch                | Sergey Rostovtsev                                                    | Mathias Albrechtsen                                                          | Rui Oliveira                                                      |
| Course aux points      | Regan Gough                                                          | Nikolai Ilichev                                                              | Edgar Stepanyan                                                   |
| Américaine             | Nouvelle-Zélande Regan Gough Luke Mudgway                            | Allemagne Marc Jurczyk Manuel Porzner                                        | Portugal Ivo Oliveira Rui Oliveira                                |
| Omnium                 | Casper Pedersen                                                      | Sam Welsford                                                                 | Kim Ji-hun                                                        |

## Podiums féminins
| Épreuves               | Or                                                                       | Argent                                                                        | Bronze                                                                    |
| ---------------------- | ------------------------------------------------------------------------ | ----------------------------------------------------------------------------- | ------------------------------------------------------------------------- |
| 500 mètres             | Tatiana Kiselova                                                         | Courtney Field                                                                | Emma Hinze                                                                |
| Keirin                 | Nicky Degrendele                                                         | Courtney Field                                                                | Doreen Heinze                                                             |
| Vitesse individuelle   | Courtney Field                                                           | Tatiana Kiselova                                                              | Nicky Degrendele                                                          |
| Vitesse par équipes    | Allemagne Doreen Heinze Emma Hinze                                       | Russie Tatiana Kiselova Anna Kozinova                                         | Corée du Sud Jang Yeon-hee Choi Seul-gi                                   |
| Poursuite individuelle | Alexandra Manly                                                          | Lisa Klein                                                                    | Lauren Perry                                                              |
| Poursuite par équipes  | Australie Alexandra Manly Macey Stewart Danielle McKinnirey Josie Talbot | Italie Martina Alzini Claudia Cretti Maria Vittoria Sperotto Daniela Magnetto | Nouvelle-Zélande Holly Edmondston Bryony Botha Holly White Nina Wollaston |
| Scratch                | Amalie Dideriksen                                                        | Soline Lamboley                                                               | Josie Talbot                                                              |
| Course aux points      | Camila Valbuena                                                          | Yumi Kajihara                                                                 | Josie Talbot                                                              |
| Omnium                 | Macey Stewart                                                            | Martina Alzini                                                                | Soline Lamboley                                                           |

## Tableau des médailles
| Rang  | Nation           | Or | Argent | Bronze | Total |
| ----- | ---------------- | -- | ------ | ------ | ----- |
| 1     | Australie        | 5  | 3      | 5      | 13    |
| 2     | Russie           | 4  | 4      | 0      | 8     |
| 3     | Nouvelle-Zélande | 2  | 1      | 2      | 5     |
| 4     | Danemark         | 2  | 1      | 0      | 3     |
| 5     | Allemagne        | 1  | 2      | 2      | 5     |
| 6     | Corée du Sud     | 1  | 1      | 2      | 4     |
| 7     | Colombie         | 1  | 1      | 0      | 2     |
| 8     | Portugal         | 1  | 0      | 2      | 3     |
| 9     | Belgique         | 1  | 0      | 1      | 2     |
| 10    | Tchéquie         | 1  | 0      | 0      | 1     |
| 11    | France           | 0  | 3      | 1      | 4     |
| 12    | Italie           | 0  | 2      | 0      | 2     |
| 13    | Japon            | 0  | 1      | 0      | 1     |
| 14    | Pologne          | 0  | 0      | 2      | 2     |
| 15    | Malaisie         | 0  | 0      | 1      | 1     |
| 15    | Arménie          | 0  | 0      | 1      | 1     |
| Total | Total            | 19 | 19     | 19     | 57    |